# 蛭川立
蛭川 立（ひるかわ たつ、1967年1月3日 - ）は日本の人類学者。明治大学情報コミュニケーション学部准教授。専門はコスモロジーの人類学と意識研究の境界領域。

## 履歴
1991年京都大学農学部農林生物学科卒業。1993年京都大学大学院理学研究科動物学専攻修士課程修了。1996年東京大学大学院理学系研究科人類学専攻博士課程単位取得退学後、日本学術振興会特別研究員としてお茶の水女子大学生活科学部人間生活学科発達臨床心理学研究室に在籍。主にこの前後に東～南アジア、中～南米などで心理人類学的調査を行う。
2001年江戸川大学社会学部人間社会学科助教授。2004年明治大学情報コミュニケーション学部准教授。ベゼッハ・ヂ・メネゼス大学付属ブラジル心理生物物理学研究所、花園大学国際禅学研究所、ロンドン大学ゴールドスミス・カレッジ心理学科、クイーンズランド大学人文・社会科学部・歴史哲学科・科学哲学研究室、国立精神・神経医療研究センター精神保健研究所薬物依存研究部で客員研究員を歴任。

## 著書

### 単著
- 『性・死・快楽の起源――進化心理学からみた〈私〉』 福村出版、1999年11月。ISBN 4-571-51004-7。
- 『彼岸の時間――〈意識〉の人類学』 春秋社、2002年11月。ISBN 4-393-29151-4。
- 『彼岸の時間――〈意識〉の人類学』　（新装版）春秋社、2009年5月。ISBN 978-4-393-29197-9。
- 『精神の星座――内宇宙飛行士の迷走録』 サンガ (出版社)、2011年7月。ISBN 978-4-904-50768-1。

### 共著
- 『心とは何か――心理学と諸科学の対話』足立自朗・渡辺恒夫・月本洋、石川幹人編、北大路書房、2001年1月。ISBN 4-7628-2204-3。
- 『新しい茶道のすすめ』黒川五郎編、現代書林、2009年10月。ISBN 978-4-7745-1218-1。
- 『映像にやどる宗教、宗教をうつす映像』新井一寛・岩谷彩子・葛西賢太編、せりか書房、2011年6月。ISBN 978-4-7967-0305-5。

### 映像作品
- 『意識変容の人類学』（塩月亮子との共作）、新宿スタジオ、1999年11月。
- 『死生観の人類学』（塩月亮子との共作）、新宿スタジオ、2001年10月。